# Chiemseemesse

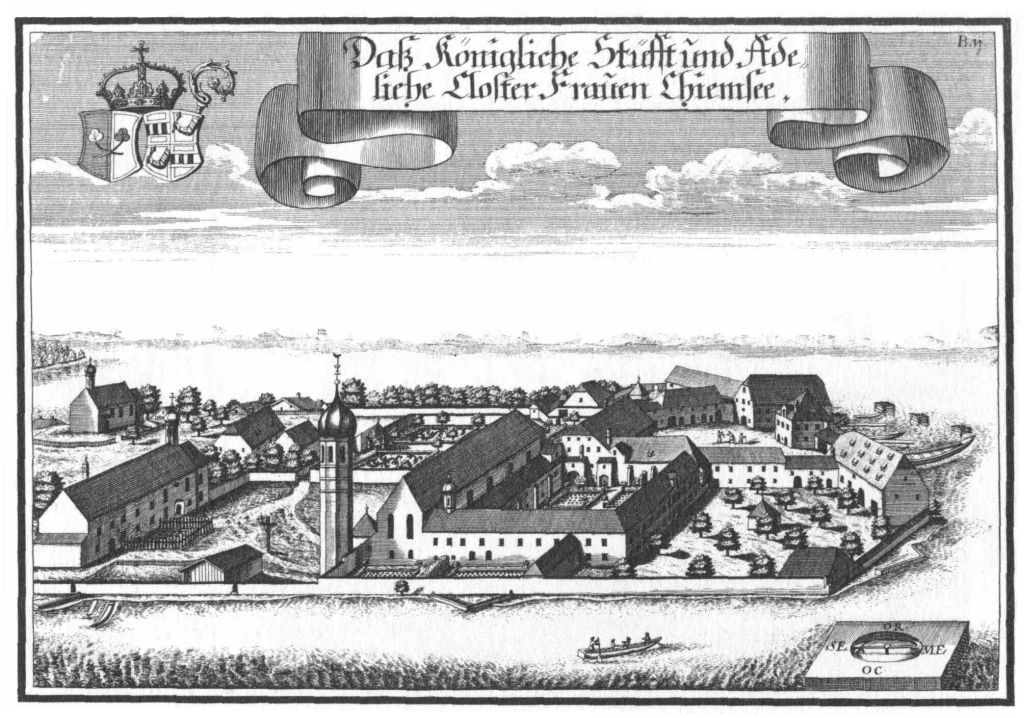
Kloster Frauenchiemsee nach einem Kupferstich von Michael Wening (1721)

Die Missa in honorem Sanctae Ursulae in C-Dur MH 546, genannt Chiemseemesse, ist eine Messkomposition von Michael Haydn.

## Entstehung
Laut Autograph vollendete Haydn das Werk am 5. August 1793. Er schrieb die Messe für Ursula Oswald, eine sehr begabte Musikerin, die am 19. August 1793, ihrem 21. Geburtstag, im Kloster Frauenchiemsee ihre Profess ablegte und den Ordensnamen Maria Sebastiana annahm. Möglicherweise war sie eine Schülerin Haydns. Ob die Messe anlässlich ihrer Profess am 19. August oder an ihrem Namenstag, dem Fest der  heiligen Ursula von Köln am 21. Oktober, erstmals erklang, ist unbekannt.

## Verbreitung
Die Messe verbreitete sich schnell auch über die Chiemseeregion hinaus – vor allem in österreichischen Klöstern fanden sich zahlreiche Abschriften. Der Grund für die Benennung nach der heiligen Ursula sowie für den volkstümlichen Beinamen Chiemseemesse lag jedoch lange Zeit im Dunkeln. Erst 180 Jahre später entdeckte Robert Münster, damals Leiter der Musiksammlung der Bayerischen Staatsbibliothek, auf dem Titelblatt einer Partiturabschrift einen entsprechenden handschriftlichen Vermerk. Nach der Entdeckung dieses Zusammenhangs wurde die Messe im Rahmen der Festspielreihe Chiemgaukonzerte am 30. Juni 1973 in der Klosterkirche erneut aufgeführt.
Heute zählt die Chiemseemesse zwar immer noch zu den eher selten gespielten Messen, sie wird jedoch zunehmend auch außerhalb des bayrisch-österreichischen Raums aufgeführt.
Armin Kircher bezeichnete die Chiemseemesse als Haydns „mozartscheste Messvertonung“, als „meisterliche Verbindung von formaler Konzentration, musikalischer Schönheit und liturgischer Zweckbestimmung“ und als „eines von Haydns gelungensten und inspiriertesten Werken“.

## Besetzung
- Solisten: Sopran, Alt, Tenor, Bass
- gemischter Chor (SATB)
- 2 Clarintrompeten
- Pauken
- 2 Violinen
- Basso continuo

## Gliederung
1. Kyrie: Un poco Adagio, C-Dur, 4/4-Takt
2. Gloria: Allegro, C-Dur, 3/4-Takt
3. Credo: Allegro, C-Dur, 4/4-Takt
„Et incarnatus est...“: Adagio, a-Moll, 3/4-Takt
„Et resurrexit...“: Vivace assai
4. Sanctus: Adagietto, C-Dur, 3/4-Takt
„Pleni sunt coeli...“: Allegro
5. Benedictus: Allegro moderato, G-Dur, 4/4-Takt
Hosanna: Allegro, C-Dur, 3/4-Takt
6. Agnus Dei: Andante mà Comodo, C-Dur, 3/4-Takt
Dona nobis pacem: Allegro molto

Aufführungsdauer: ca. 40 Minuten

## Diskografie
- Erika Rüggeberg, Julia Falk, Albert Gassner, Carlo Schmid, Collegium Instrumentale, Leitung: Alois Kirchberger, Musica Bavarica MB 75 104
- Mechthild Bach, Juliane Banse, Gabriele Binder, Karl-Heinz Lampe, Joachim Gebhardt, Münchner Motettenchor, Residenzorchester München, Leitung: Hans Rudolf Zöbeley, Calig, 1990 (Co-Produktion mit dem Bayerischen Rundfunk)
- Carolyn Sampson, Hilary Summers, James Gilchrist, Peter Harvey, The King’s Consort, Leitung: Robert King, Hyperion Records CDA67510, Mai 2004